# Малая Бухарестская улица
Ма́лая Бухаре́стская улица — улица во Фрунзенском районе Санкт-Петербурга. Проходит от улицы Димитрова до Дунайского проспекта, параллельно Бухарестской и Софийской улицам. Протяжённость улицы — 930 метров.

## История
Улица названа 29 декабря 1980 года по проходящей параллельно Бухарестской улице.

## Транспорт
Ближайшие к Малой Бухарестской улице станции метро: «Проспект Славы», «Дунайская» и "Обухово". По самой улице проходит маршрут автобуса (282).
Пересечение Малой Карпатской и Малой Бухарестской улиц и Дунайского проспекта: автобусы (53, 96, 197А, 282, 326).

## Пересечения
- улица Димитрова - Малая Бухарестская улица примыкает к ней
- Дунайский проспект (только с северной частью проспекта, в западном направлении, в сторону Бухарестской улицы)

## Школы
- средняя общеобразовательная школа № 8 с углублённым изучением предметов музыкального цикла
- средняя общеобразовательная школа № 448

## Значимые объекты
На Малой Бухарестской улице расположен жилой комплекс "Новое Купчино" (Малая Бухарестская улица, д. 12), который сдали во 2 квартале 2022 года.